# Igor Astarloa
Igor Astarloa Askasibar (ur. 29 marca 1976 w Ermui) – hiszpański kolarz szosowy, mistrz świata.

## Kariera
Astarloa jeździł w sezonie 2005 jako zawodowiec dla włoskiej drużyny Team Barloworld. Jego największym sukcesem jest złoty medal w wyścigu ze startu wspólnego wywalczony na mistrzostwach świata w Hamilton w 2003 roku. W zawodach tych wyprzedził bezpośrednio swego rodaka Alejandro Valverde oraz Belga Petera Van Petegema. Jako mistrz świata był faworytem na igrzyskach olimpijskich w Atenach, gdzie przewrócił się jednak już na jednym z pierwszych okrążeń i wycofał z wyścigu.
Kolejnym jego dużym sukcesem była wygrana w Strzale Walońskiej w 2003 roku, gdzie triumfował jako pierwszy Hiszpan od 76 lat. W 2006 roku wygrał wyścig pół-klasyczny Mediolan-Turyn.
W grudniu 2010 roku został zdyskwalifikowany na dwa lata z powodu nieprawidłowości, jakie wykryto w jego paszporcie biologicznym.